# Kriegerdenkmal Lonzig
Das Kriegerdenkmal Lonzig ist ein denkmalgeschütztes Kriegerdenkmal des Ortsteiles Lonzig der Gemeinde Gutenborn in Sachsen-Anhalt. Im örtlichen Denkmalverzeichnis ist der Gedenkstein unter der Erfassungsnummer 094 86289 als Baudenkmal verzeichnet.
Das Kriegerdenkmal an der Hauptstraße erinnert an die Gefallenen des Ersten Weltkriegs. Es ist an das Leipziger Völkerschlachtdenkmal angelehnt und verfügt über eine repräsentativ gestaltete Freitreppe sowie einen Gedenkblock, der von Lebensbäumen umsäumt wird. Im oberen Teil des Kriegerdenkmales befindet sich eine Gedenktafel für die Gefallenen des Ersten Weltkriegs mit der Inschrift Unseren Helden zum ewigen Gedenken Gewidmet von der Gemeinde Lonzig sowie die Namen der Gefallenen. Am Sockel wurde eine Gedenktafel für die Gefallenen des Zweiten Weltkriegs nachträglich angebracht. Die Gedenktafel hat die Inschrift Gefallene des II. Weltkrieges Ortsteil Lonzig, auch hier stehen die Namen der Gefallenen mit auf der Gedenktafel.

## Quelle
- Kriegerdenkmal Lonzig, abgerufen am 5. September 2017.